# Damon Galgut
Damon Galgut (Pretória, 12 de novembro de 1963)  é um escritor da África do Sul
Nascido numa família de advogados, começou a escrever quando ele estava convalescendo em hospitais com câncer aos seis anos. Estudou arte dramática na Universidade de Cidade do Cabo e debutou com A Sinless Season aos 17 anos. Sua obra mais bem-sucedida é  The Good Doctor, 2003. É abertamente homossexual.